# Arroyo Clé (localidad)
Arroyo Clé, José V. Morand o Estación Arroyo Clé es una localidad y centro rural de población con junta de gobierno de 3ª categoría del distrito Clé del departamento Tala, en la provincia de Entre Ríos, República Argentina. Se desarrolló a partir de la estación de ferrocarril desvío Clé, ubicada 5 kilómetros al oeste de la ruta nacional 12. Toma su nombre del arroyo Clé, que desemboca en el arroyo Barrancoso 3 km al norte de la localidad.
La población de la localidad, es decir sin considerar el área rural, era de 90 personas en 1991 y de 111 en 2001. La población de la jurisdicción de la junta de gobierno era de 174 habitantes en 2001.
Su escuela data de 1910, y cuenta con comisaría, puesto de salud y comisión municipal. Las principales actividades económicas son la agricultura (cereales), ganadería y avicultura; el transporte de la producción es problemático ya que no están pavimentados el acceso hasta la ruta 12.
La junta de gobierno fue creada por decreto 1779/1984 MGJE del 24 de mayo de 1984 y sus límites jurisdiccionales fueron establecidos por decreto 2807/1987 MGJE del 4 de junio de 1987, que fue enmendado por decreto 5626/1987 MGJE del 28 de septiembre de 1987.